# Sparta Rotterdam in het seizoen 2023/24
In het seizoen 2023/24 komt Sparta Rotterdam uit in de Nederlandse Eredivisie. Ook speelt Sparta Rotterdam in de KNVB Beker.

## Selectie 2023/2024

### Spelers
| Nat.               | Naam                   | Contract tot | Eredivisie | Eredivisie | Eredivisie | KNVB Beker | KNVB Beker | KNVB Beker | Totaal     | Totaal     | Totaal     |            |            |            |            |            |            |            |
| Nat.               | Naam                   | Contract tot | W          |            | Assist     | W          |            | Assist     | W          |            | Assist     |            |            |            |            |            |            |            |
| Doelmannen         | Doelmannen             | Doelmannen   | Doelmannen | Doelmannen | Doelmannen | Doelmannen | Doelmannen | Doelmannen | Doelmannen | Doelmannen | Doelmannen | Doelmannen | Doelmannen | Doelmannen | Doelmannen | Doelmannen | Doelmannen | Doelmannen |
| ------------------ | ---------------------- | ------------ | ---------- | ---------- | ---------- | ---------- | ---------- | ---------- | ---------- | ---------- | ---------- | ---------- | ---------- | ---------- | ---------- | ---------- | ---------- | ---------- |
| Vlag van Nederland | Nick Olij              | 2026         | 35         | 0          | 0          | 2          | 0          | 0          | 37         | 0          | 0          |            |            |            |            |            |            |            |
| Vlag van Nederland | Youri Schoonderwaldt   | 2024         | 0          | 0          | 0          | 0          | 0          | 0          | 0          | 0          | 0          |            |            |            |            |            |            |            |
| Vlag van Duitsland | Kaylen Reitmaier       | 2025         | 0          | 0          | 0          | 0          | 0          | 0          | 0          | 0          | 0          |            |            |            |            |            |            |            |
| Verdedigers        |                        |              |            |            |            |            |            |            |            |            |            |            |            |            |            |            |            |            |
| Vlag van Nederland | Mike Eerdhuijzen       | 2026         | 20         | 1          | 0          | 0          | 0          | 0          | 20         | 1          | 0          |            |            |            |            |            |            |            |
| Vlag van Nederland | Bart Vriends           | 2024         | 27         | 2          | 1          | 1          | 0          | 0          | 28         | 2          | 1          |            |            |            |            |            |            |            |
| Vlag van Nederland | Tijs Velthuis          | 2026         | 25         | 0          | 0          | 2          | 0          | 0          | 27         | 0          | 0          |            |            |            |            |            |            |            |
| Vlag van Nederland | Rick Meissen           | 2026         | 22         | 0          | 0          | 1          | 0          | 0          | 23         | 0          | 0          |            |            |            |            |            |            |            |
| Vlag van Nederland | Django Warmerdam       | 2025         | 15         | 0          | 0          | 2          | 0          | 0          | 17         | 0          | 0          |            |            |            |            |            |            |            |
| Vlag van Comoren   | Saïd Bakari            | 2025         | 34         | 0          | 2          | 1          | 0          | 0          | 35         | 0          | 2          |            |            |            |            |            |            |            |
| Vlag van Spanje    | Sergi Rosanas          | 2025         | 2          | 0          | 0          | 1          | 0          | 0          | 3          | 0          | 0          |            |            |            |            |            |            |            |
| Vlag van Suriname  | Djevencio van der Kust | 2026         | 31         | 1          | 6          | 2          | 0          | 0          | 33         | 1          | 6          |            |            |            |            |            |            |            |
| Middenvelders      |                        |              |            |            |            |            |            |            |            |            |            |            |            |            |            |            |            |            |
| Vlag van Nederland | Jonathan de Guzman     | 2024         | 32         | 1          | 3          | 1          | 0          | 0          | 33         | 1          | 3          |            |            |            |            |            |            |            |
| Vlag van Noorwegen | Joshua Kitolano        | 2026         | 24         | 5          | 2          | 2          | 0          | 0          | 26         | 5          | 2          |            |            |            |            |            |            |            |
| Vlag van Brazilië  | Metinho                | 2024 (huur)  | 25         | 2          | 1          | 2          | 0          | 0          | 27         | 2          | 1          |            |            |            |            |            |            |            |
| Vlag van Nederland | Pelle Clement          | 2025         | 30         | 2          | 4          | 1          | 0          | 1          | 31         | 2          | 5          |            |            |            |            |            |            |            |
| Vlag van België    | Arno Verschueren       | 2025         | 27         | 9          | 2          | 1          | 0          | 0          | 28         | 9          | 2          |            |            |            |            |            |            |            |
| Vlag van Japan     | Shunsuke Mito          | 2028         | 19         | 2          | 0          | 0          | 0          | 0          | 19         | 2          | 0          |            |            |            |            |            |            |            |
| Vlag van Nederland | Jesse Bal              | 2025         | 2          | 0          | 0          | 1          | 0          | 0          | 3          | 0          | 0          |            |            |            |            |            |            |            |
| Vlag van Nederland | Hamza el Dahri         | ama          | 5          | 0          | 0          | 1          | 0          | 0          | 6          | 0          | 0          |            |            |            |            |            |            |            |
| Vlag van Curaçao   | Rayvien Rosario        | 2026         | 6          | 0          | 0          | 1          | 0          | 0          | 7          | 0          | 0          |            |            |            |            |            |            |            |
| Aanvallers         |                        |              |            |            |            |            |            |            |            |            |            |            |            |            |            |            |            |            |
| Vlag van Japan     | Koki Saito             | 2024 (huur)  | 22         | 3          | 5          | 0          | 0          | 0          | 22         | 3          | 5          |            |            |            |            |            |            |            |
| Vlag van Algerije  | Camiel Neghli          | 2026         | 27         | 5          | 0          | 2          | 1          | 0          | 29         | 6          | 0          |            |            |            |            |            |            |            |
| Vlag van Canada    | Charles-Andreas Brym   | 2025         | 32         | 4          | 2          | 1          | 1          | 0          | 33         | 5          | 2          |            |            |            |            |            |            |            |
| Vlag van Noorwegen | Tobias Lauritsen       | 2025         | 32         | 13         | 9          | 1          | 0          | 0          | 33         | 13         | 9          |            |            |            |            |            |            |            |
| Vlag van Nederland | Mehmet Yüksel          | ama          | 2          | 0          | 0          | 1          | 0          | 1          | 3          | 0          | 1          |            |            |            |            |            |            |            |
| Vlag van Nederland | Dean Zandbergen        | ama          | 0          | 0          | 0          | 2          | 0          | 0          | 2          | 0          | 0          |            |            |            |            |            |            |            |

Laatst bijgewerkt op 23 mei 2024

## Transfers

### Zomer

#### Aangetrokken 2023/24
| Nat. | Naam                   | Van                | Bijzonderheden |
| ---- | ---------------------- | ------------------ | -------------- |
| ALG  | Camiel Neghli          | De Graafschap      | € 500.000      |
| NED  | Tijs Velthuis          | Jong AZ            | € 150.000      |
| USA  | Agustin Anello         | Lommel SK          |                |
| SUR  | Djevencio van der Kust | FC Utrecht         |                |
| NED  | Django Warmerdam       | FC Utrecht         | Transfervrij   |
| NED  | Pelle Clement          | RKC Waalwijk       | Transfervrij   |
| COM  | Saïd Bakari            | RKC Waalwijk       | Transfervrij   |
| ESP  | Sergi Rosanas          | Barcelona Atlètic  | Transfervrij   |
| GER  | Kaylen Reitmaier       | Fortuna Düsseldorf | Transfervrij   |
| BRA  | Metinho                | Troyes             | Gehuurd        |
| BEL  | Jason Lokilo           | Istanbulspor       | Was verhuurd   |
| CAN  | Charles-Andreas Brym   | FC Eindhoven       | Was verhuurd   |

#### Vertrokken 2023/24
| Nat. | Naam                 | Naar           | Bijzonderheden |
| ---- | -------------------- | -------------- | -------------- |
| NED  | Vito van Crooij      | Al-Wehda       |                |
| BEL  | Jason Lokilo         | Hull City      |                |
| NED  | Jeremy van Mullem    | SC Cambuur     |                |
| DEN  | Younes Namli         | PEC Zwolle     | Transfervrij   |
| NED  | Aaron Meijers        | RKC Waalwijk   | Transfervrij   |
| NED  | Dirk Abels           | Grasshoppers   | Transfervrij   |
| LUX  | Michael Pinto        | Vitesse        | Transfervrij   |
| NED  | Tim Coremans         | Geen           | Transfervrij   |
| NED  | Patrick Brouwer      | FC Emmen       | Verhuurd       |
| NED  | Adil Auassar         | Einde carrière |                |
| NED  | Shurandy Sambo       | Jong PSV       | Was gehuurd    |
| NOR  | Elias Hoff Melkersen | Hibernian      | Was gehuurd    |

### Winter

#### Aangetrokken 2023/24
| Nat. | Naam          | Van             | Bijzonderheden |
| ---- | ------------- | --------------- | -------------- |
| JPN  | Shunsuke Mito | Albirex Niigata |                |

#### Vertrokken 2023/24
| Nat. | Naam              | Naar                 | Bijzonderheden |
| ---- | ----------------- | -------------------- | -------------- |
| ESP  | Pedro Alemañ      | Valencia CF Mestalla | Transfervrij   |
| USA  | Agustín Anello    | SC Cambuur           | Verhuurd       |
| NED  | Delano van Crooij | VVV-Venlo            | Verhuurd       |

## Wedstrijden

### Oefenwedstrijden
| Datum      | Wedstrijd                            | Uitslag |
| ---------- | ------------------------------------ | ------- |
| 07-07-2023 | VV Bergambacht – Sparta Rotterdam    | 0 – 9   |
| 14-07-2023 | Sparta Rotterdam – PEC Zwolle        | 3 – 1   |
| 22-07-2023 | Sparta Rotterdam – Zulte Waregem     | 4 – 0   |
| 25-07-2023 | Mamelodi Sundowns – Sparta Rotterdam | 4 – 1   |
| 29-07-2023 | Willem II – Sparta Rotterdam         | 0 – 3   |
| 01-08-2023 | ADO Den Haag – Sparta Rotterdam      | 1 – 2   |
| 05-08-2023 | Sparta Rotterdam – RKC Waalwijk      | 1 – 0   |
| 06-01-2024 | Sparta Rotterdam – OH Leuven         | 1 – 2   |

### Eredivisie
| №  | Datum      | Wedstrijd                          | Uitslag |
| -- | ---------- | ---------------------------------- | ------- |
| 1  | 12-08-2023 | PEC Zwolle – Sparta Rotterdam      | 1 – 2   |
| 2  | 20-08-2023 | Sparta Rotterdam – Feyenoord       | 2 – 2   |
| 3  | 27-08-2023 | sc Heerenveen – Sparta Rotterdam   | 1 – 3   |
| 4  | 01-09-2023 | Sparta Rotterdam – N.E.C.          | 1 – 1   |
| 5  | 17-09-2023 | AZ – Sparta Rotterdam              | 2 – 0   |
| 6  | 24-09-2023 | Sparta Rotterdam – Vitesse         | 1 – 0   |
| 7  | 01-10-2023 | Excelsior – Sparta Rotterdam       | 2 – 1   |
| 8  | 08-10-2023 | Sparta Rotterdam – PSV             | 0 – 4   |
| 9  | 22-10-2023 | Go Ahead Eagles – Sparta Rotterdam | 0 – 0   |
| 10 | 28-10-2023 | Sparta Rotterdam – RKC Waalwijk    | 2 – 0   |
| 11 | 05-11-2023 | Sparta Rotterdam – Almere City     | 1 – 2   |
| 12 | 12-11-2023 | FC Volendam – Sparta Rotterdam     | 1 – 4   |
| 13 | 26-11-2023 | Sparta Rotterdam – FC Utrecht      | 1 – 2   |
| 14 | 02-12-2023 | Heracles Almelo – Sparta Rotterdam | 0 – 1   |
| 15 | 10-12-2023 | Ajax – Sparta Rotterdam            | 2 – 1   |
| 16 | 17-12-2023 | Sparta Rotterdam – FC Twente       | 2 – 2   |
| 17 | 13-01-2024 | Fortuna Sittard – Sparta Rotterdam | 0 – 2   |
| 18 | 21-01-2024 | Sparta Rotterdam – Go Ahead Eagles | 0 – 2   |
| 19 | 27-01-2024 | RKC Waalwijk – Sparta Rotterdam    | 1 – 1   |
| 20 | 04-02-2024 | Sparta Rotterdam – PEC Zwolle      | 0 – 2   |
| 21 | 11-02-2024 | Feyenoord – Sparta Rotterdam       | 2 – 0   |
| 22 | 17-02-2024 | Sparta Rotterdam – Excelsior       | 4 – 2   |
| 23 | 24-02-2024 | N.E.C. – Sparta Rotterdam          | 2 – 0   |
| 24 | 02-03-2024 | Sparta Rotterdam – AZ              | 1 – 1   |
| 25 | 09-03-2024 | FC Twente – Sparta Rotterdam       | 2 – 1   |
| 26 | 17-03-2024 | Sparta Rotterdam – Ajax            | 2 – 2   |
| 27 | 30-03-2024 | Sparta Rotterdam – Fortuna Sittard | 4 – 0   |
| 28 | 02-04-2024 | Vitesse – Sparta Rotterdam         | 1 – 4   |
| 29 | 06-04-2024 | Sparta Rotterdam – Heracles Almelo | 1 – 2   |
| 30 | 13-04-2024 | Almere City – Sparta Rotterdam     | 2 – 3   |
| 31 | 28-04-2024 | Sparta Rotterdam – FC Volendam     | 1 – 0   |
| 32 | 05-05-2024 | PSV – Sparta Rotterdam             | 4 – 2   |
| 33 | 12-05-2024 | FC Utrecht – Sparta Rotterdam      | 0 – 1   |
| 34 | 19-05-2024 | Sparta Rotterdam – sc Heerenveen   | 2 – 1   |

### KNVB Beker
| Ronde        | Datum      | Wedstrijd                           | Uitslag |
| ------------ | ---------- | ----------------------------------- | ------- |
| Eerste ronde | 01-11-2023 | IJsselmeervogels – Sparta Rotterdam | 0 – 2   |
| Tweede ronde | 19-12-2023 | ADO Den Haag – Sparta Rotterdam     | 2 – 0   |

### Play-offs
| Ronde        | Datum      | Wedstrijd                     | Uitslag |
| ------------ | ---------- | ----------------------------- | ------- |
| Halve finale | 23-05-2024 | FC Utrecht – Sparta Rotterdam | 3 – 1   |

## Statistieken

### Tussenstand in de Eredivisie
| Stand | Gespeeld | Gewonnen | Gelijk | Verloren | Punten | Doelpunten voor | Doelpunten tegen | Gele kaarten | Twee gele kaarten | Rode kaarten |
| ----- | -------- | -------- | ------ | -------- | ------ | --------------- | ---------------- | ------------ | ----------------- | ------------ |
| 8e    | 34       | 14       | 7      | 13       | 49     | 51              | 48               | 38           | 0                 | 2            |

### Punten, stand en doelpunten per speelronde
| Speelronde                            | 1  | 2  | 3  | 4  | 5  | 6  | 7  | 8  | 9  | 10 | 11 | 12 | 13 | 14 | 15 | 16 | 17 | 18 | 19 | 20 | 21  | 22 | 23 | 24  | 25  | 26  | 27 | 28 | 29 | 30 | 31 | 32 | 33 | 34 | Totaal |
| ------------------------------------- | -- | -- | -- | -- | -- | -- | -- | -- | -- | -- | -- | -- | -- | -- | -- | -- | -- | -- | -- | -- | --- | -- | -- | --- | --- | --- | -- | -- | -- | -- | -- | -- | -- | -- | ------ |
| Aantal punten per speelronde          | 3  | 1  | 3  | 1  | 0  | 3  | 0  | 0  | 1  | 3  | 0  | 3  | 0  | 3  | 0  | 1  | 3  | 0  | 1  | 0  | 0   | 3  | 0  | 1   | 0   | 1   | 3  | 3  | 0  | 3  | 3  | 0  | 3  | 3  | 49     |
| Aantal punten na speelronde           | 3  | 4  | 7  | 8  | 8  | 11 | 11 | 11 | 12 | 15 | 15 | 18 | 18 | 21 | 21 | 22 | 25 | 25 | 26 | 26 | 26  | 29 | 29 | 30  | 30  | 31  | 34 | 37 | 37 | 40 | 43 | 43 | 46 | 49 | 49     |
| Stand na speelronde                   | 8e | 7e | 1e | 5e | 6e | 5e | 6e | 7e | 7e | 6e | 6e | 6e | 7e | 7e | 7e | 7e | 6e | 8e | 7e | 9e | 10e | 8e | 9e | 10e | 11e | 10e | 9e | 9e | 9e | 9e | 8e | 9e | 8e | 8e | 8e     |
| Aantal doelpunten per speelronde      | 2  | 2  | 3  | 1  | 0  | 1  | 1  | 0  | 0  | 2  | 1  | 4  | 1  | 1  | 1  | 2  | 2  | 0  | 1  | 0  | 0   | 4  | 0  | 1   | 1   | 2   | 4  | 4  | 1  | 3  | 1  | 2  | 1  | 2  | 51     |
| Aantal tegendoelpunten per speelronde | 1  | 2  | 1  | 1  | 2  | 0  | 2  | 4  | 0  | 0  | 2  | 1  | 2  | 0  | 2  | 2  | 0  | 2  | 1  | 2  | 2   | 2  | 2  | 1   | 2   | 2   | 0  | 1  | 2  | 2  | 0  | 4  | 0  | 1  | 48     |
| Doelsaldo na speelronde               | +1 | +1 | +3 | +3 | +1 | +2 | +1 | –3 | –3 | –1 | –2 | +1 | 0  | +1 | 0  | 0  | +2 | 0  | 0  | –2 | –4  | –2 | –4 | –4  | –5  | –5  | –1 | +2 | +1 | +2 | +3 | +1 | +2 | +3 | +3     |

### Topscorers
| Nr.                           | Naam                          | Goal |
| ----------------------------- | ----------------------------- | ---- |
| 1.                            | Tobias Lauritsen              | 13   |
| 2.                            | Arno Verschueren              | 9    |
| 3.                            | Joshua Kitolano               | 5    |
| 3.                            | Camiel Neghli                 | 5    |
| 4.                            | Charles-Andreas Brym          | 4    |
| 5.                            | Koki Saito                    | 3    |
| 6.                            | Pelle Clement                 | 2    |
| 6.                            | Metinho                       | 2    |
| 6.                            | Shunsuke Mito                 | 2    |
| 6.                            | Bart Vriends                  | 2    |
| 7.                            | Mike Eerdhuijzen              | 1    |
| 7.                            | Jonathan de Guzman            | 1    |
| 7.                            | Djevencio van der Kust        | 1    |
| Eigen doelpunten tegenstander | Eigen doelpunten tegenstander | 1    |
| Totaal                        | Totaal                        | 51   |

| Nr.                           | Naam                          | Goal |
| ----------------------------- | ----------------------------- | ---- |
| 1.                            | Charles-Andreas Brym          | 1    |
| 1.                            | Camiel Neghli                 | 1    |
| Eigen doelpunten tegenstander | Eigen doelpunten tegenstander | 0    |
| Totaal                        | Totaal                        | 2    |

### Assists
| Nr.    | Naam                   | Assist |
| ------ | ---------------------- | ------ |
| 1.     | Tobias Lauritsen       | 9      |
| 2.     | Djevencio van der Kust | 6      |
| 3.     | Koki Saito             | 5      |
| 4.     | Pelle Clement          | 4      |
| 5.     | Jonathan de Guzman     | 3      |
| 6.     | Saïd Bakari            | 2      |
| 6.     | Charles-Andreas Brym   | 2      |
| 6.     | Joshua Kitolano        | 2      |
| 6.     | Arno Verschueren       | 2      |
| 7.     | Vito van Crooij        | 1      |
| 7.     | Metinho                | 1      |
| 7.     | Bart Vriends           | 1      |
| Totaal | Totaal                 | 38     |

| Nr.    | Naam          | Assist |
| ------ | ------------- | ------ |
| 1.     | Pelle Clement | 1      |
| 1.     | Mehmet Yüksel | 1      |
| Totaal | Totaal        | 2      |

Ajax ·
Almere City FC ·
AZ ·
Excelsior Rotterdam ·
Feyenoord ·
Fortuna Sittard ·
Go Ahead Eagles ·
sc Heerenveen ·
Heracles Almelo ·
N.E.C. ·
PEC Zwolle ·
PSV ·
RKC Waalwijk ·
Sparta Rotterdam ·
FC Twente ·
FC Utrecht ·
Vitesse ·
FC Volendam